# Групи симетрії
Група симетрії (також група симетрій) деякого об'єкта (багатогранника або множини точок метричного простору) ― група всіх рухів, для яких даний об'єкт є інваріантом, з композицією в якості групової операції. Як правило, розглядаються множини точок n-вимірного евклідового простору і рухи цього простору, але поняття групи симетрії зберігає свій сенс і в більш загальних випадках.

## Приклади
- Група симетрії відрізка в одновимірному просторі містить два елементи: тотожне перетворення і відбиття відносно середини відрізка. Але в двовимірному евклідовому просторі існує вже 4 рухи, що переводять заданий відрізок у себе. У тривимірному просторі відрізок володіє нескінченною множиною симетрій (елементами групи симетрії будуть, зокрема, повороти на довільний кут навколо прямої, що містить цей відрізок).
- Група симетрії рівностороннього трикутника на площині складається з тотожного перетворення, поворотів на кути 120° і 240° навколо центру трикутника і відбиттів щодо його висот. В цьому випадку група симетрії складається з 6 перетворень, які здійснюють всі можливі перестановки вершин трикутника. Отже, ця група ізоморфна симетричній групі S3. Однак група симетрії квадрата має порядок 8, а симетрична група S4 ізоморфна групі симетрії правильного тетраедра.
- Група симетрії різнобічного трикутника тривіальна, тобто складається з одного елемента ― тотожного перетворення.
- Якщо вважати, що людське тіло дзеркально симетричне, то його група симетрії складається з двох елементів: тотожного перетворення і відбиття відносно площини, яка поділяє тіло на симетричні одна одній праву і ліву частини.
- Довільне періодичне замощення площини (або орнамент[1]) має групу симетрії, елементи якої усіма можливими способами суміщують певний фіксований елемент замощення з кожним конгруентним йому елементом. Це частковий (двовимірний) випадок кристалографічних груп, про які сказано далі.
- Групи симетрії решіток. В різних галузях математики використовуються різні поняття решітки. Зокрема:
  - У фізиці твердого тіла і теорії кристалографічних груп кристалічна решітка — це множина точок афінного простору, що має трансляційну симетрію. Симетрії цієї множини повинні зберігати відстань між точками, тобто бути рухами. Група цих рухів — це кристалографічна група (або сюр'єктивно гомоморфно відображається в кристалографічну групу)[2].
  - В теорії груп ґратка — це група, ізоморфная {\displaystyle \mathbb {Z} ^{n}}з білінійною формою на ній (у тривимірному евклідовому просторі відповідає Ґратці Браве з теорії кристалографічних груп з виділеним початком координат). Симетрії такої ґратки повинні бути автоморфізмами групи. Група таких автоморфізмів, на відміну від кристалографічної групи, скінченна, якщо білінійна форма ґратки відповідає евклідовому простору[3].

## Класифікація
Ниже вважається, що для кожної точки {\displaystyle x\in \mathbb {E} ^{n}} множина образів {\displaystyle \{g(x)|g\in G\}}, де {\displaystyle G} — група симетрії, топологічно замкнута.

### Одновимірний простір
Кожен рух одновимірного простору є або перенесенням всіх точок прямої на деяку фіксовану відстань, або відбиттям відносно деякої точки. Множина точок одновимірного простору має одну з таких груп симетрії:
- тривіальна група; C1;
- група, що складається з тотожного перетворення і відбиття відносно точки (ізоморфна циклічній групі C2);
- нескінченні групи, що складаються із степенів деякого перенесення (ізоморфна нескінченній циклічній групі);
- нескінченні групи, для яких твірними є деяке перенесення і відбиття відносно деякої точки;
- група всіх перенесень (ізоморфна адитивній групі дійсних чисел);
- група всіх перенесень і відбиттів відносно кожної точки прямої.

### Двовимірний простір
У двовимірному випадку групи симетрії поділяються на такі класи:
- циклічні групи C1, C2, C3, …, що складаються з поворотів навколо нерухомої точки на кути, кратні 360°/n;
- діедральні групи D1, D2, D3, …;
- спеціальна ортогональна група SO(2);
- ортогональна група O(2);
- 7 груп бордюру;
- 17 груп орнаменту (або плоских кристалографічних груп);
- нескінченні групи, які виходять з одновимірних груп симетрії додаванням перенесень вздовж напрямку, перпендикулярного до початкової прямої;
- попередній пункт, до якого додається симетрія відносно початкової прямої.

### Тривимірний простір
Перелік скінченних груп симетрії складається з 7 нескінченних серій і 7 випадків, що розглядаються окремо. У цей перелік входять 32 точкові кристалографічні групи і групи симетрії правильних багатогранників.
Неперервні групи симетрії включають:
- групу симетрії прямого кругового конуса
- групу симетрії кругового циліндра
- групу симетрії сфери

### Українською
- (укр.) Гаврилків В. М. Елементи теорії груп та теорії кілець. — І.-Ф.  : Голіней, 2023. — 153 с.

### Іншими мовами
- Г. Вейль. Симметрия. — М. : Наука, 1968.
- Miller, Willard Jr. Symmetry Groups and Their Applications. — New York: Academic Press, 1972.